# Cussonia bancoensis
Cussonia bancoensis är en araliaväxtart som beskrevs av André Aubréville och François Pellegrin. Cussonia bancoensis ingår i släktet Cussonia och familjen Araliaceae. Inga underarter finns listade.